# Antidesma acidum
Antidesma acidum är en emblikaväxtart som beskrevs av Anders Jahan Retzius. Antidesma acidum ingår i släktet Antidesma och familjen emblikaväxter. Inga underarter finns listade i Catalogue of Life.

## Bildgalleri

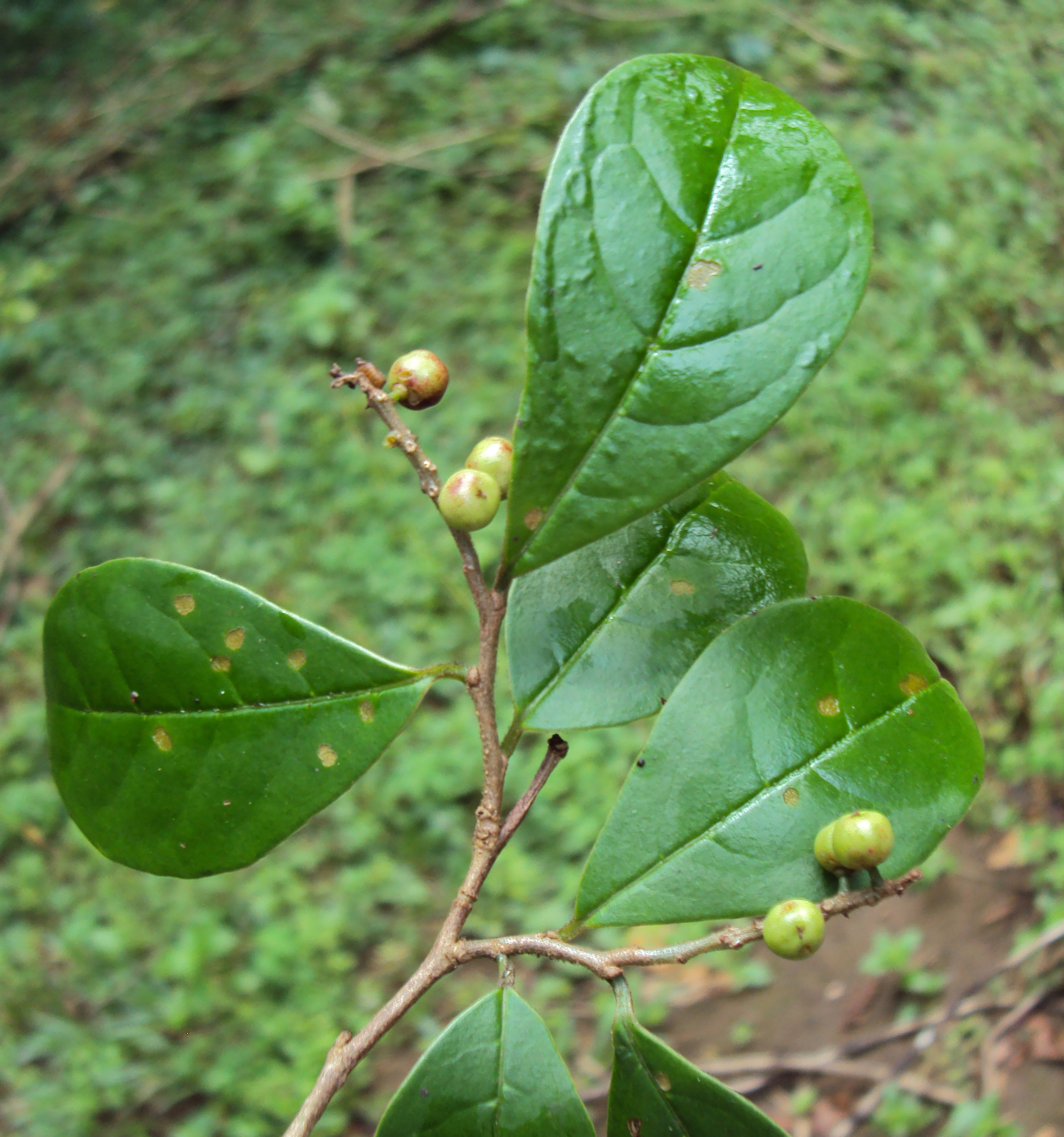
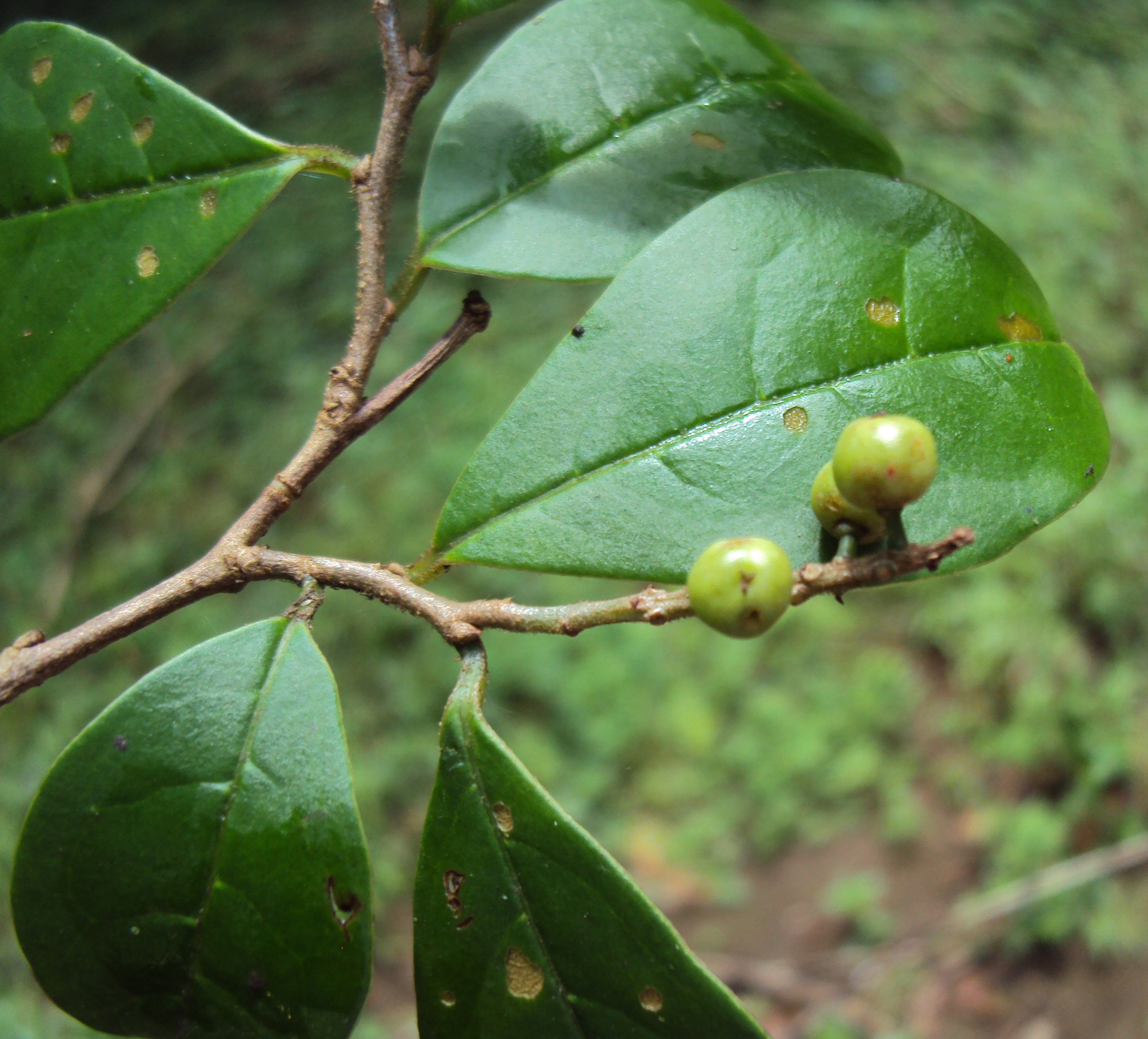
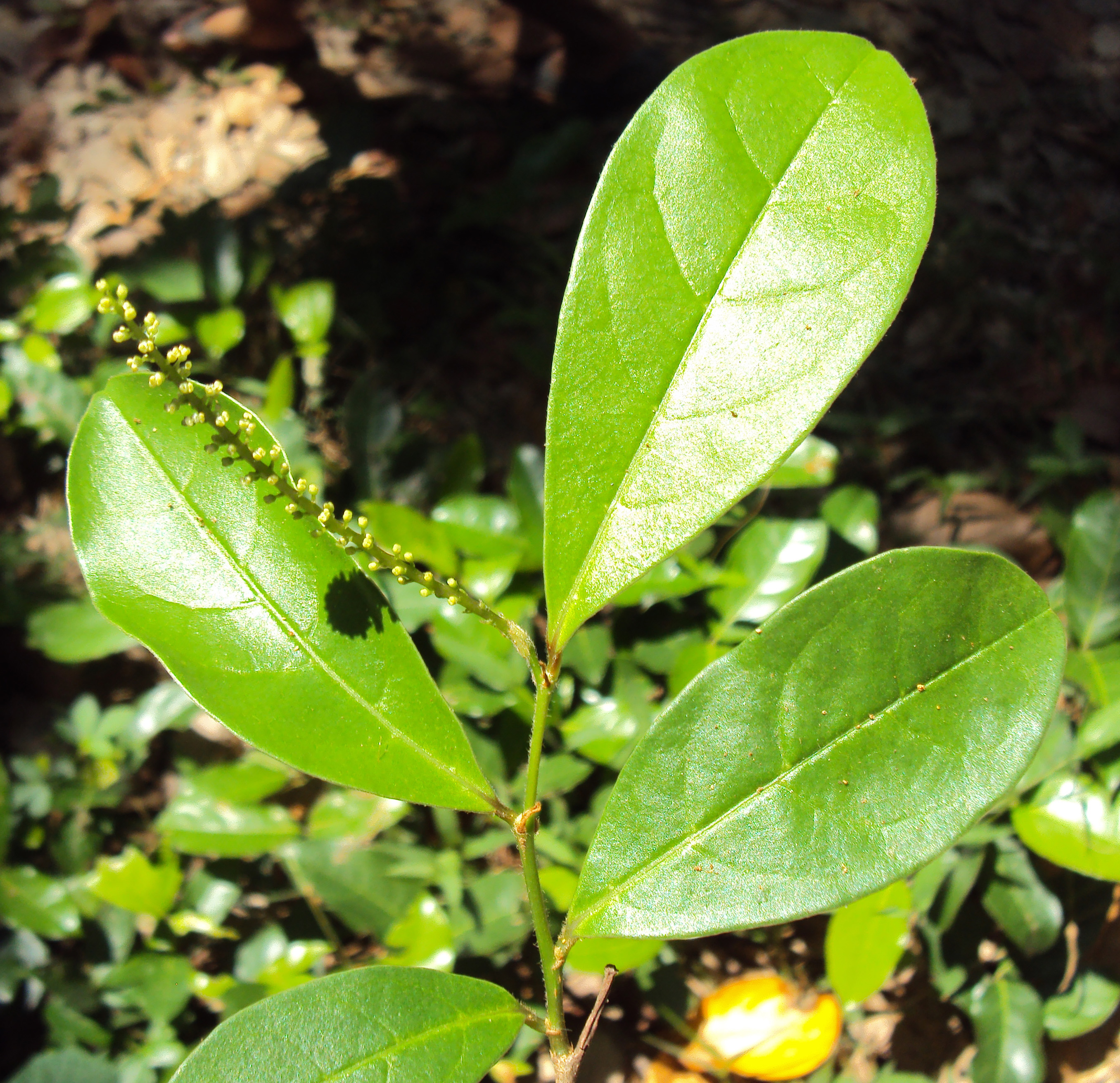
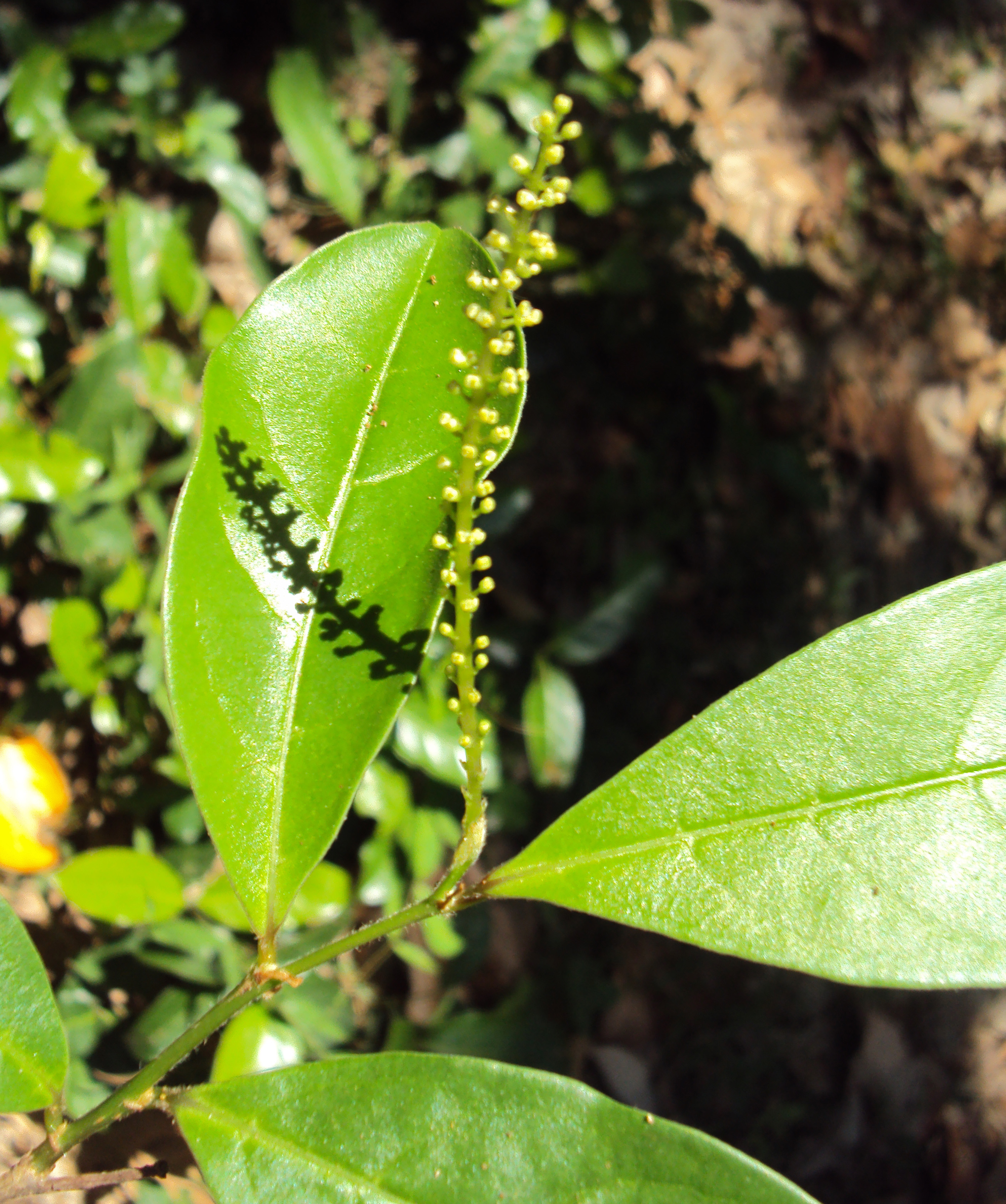
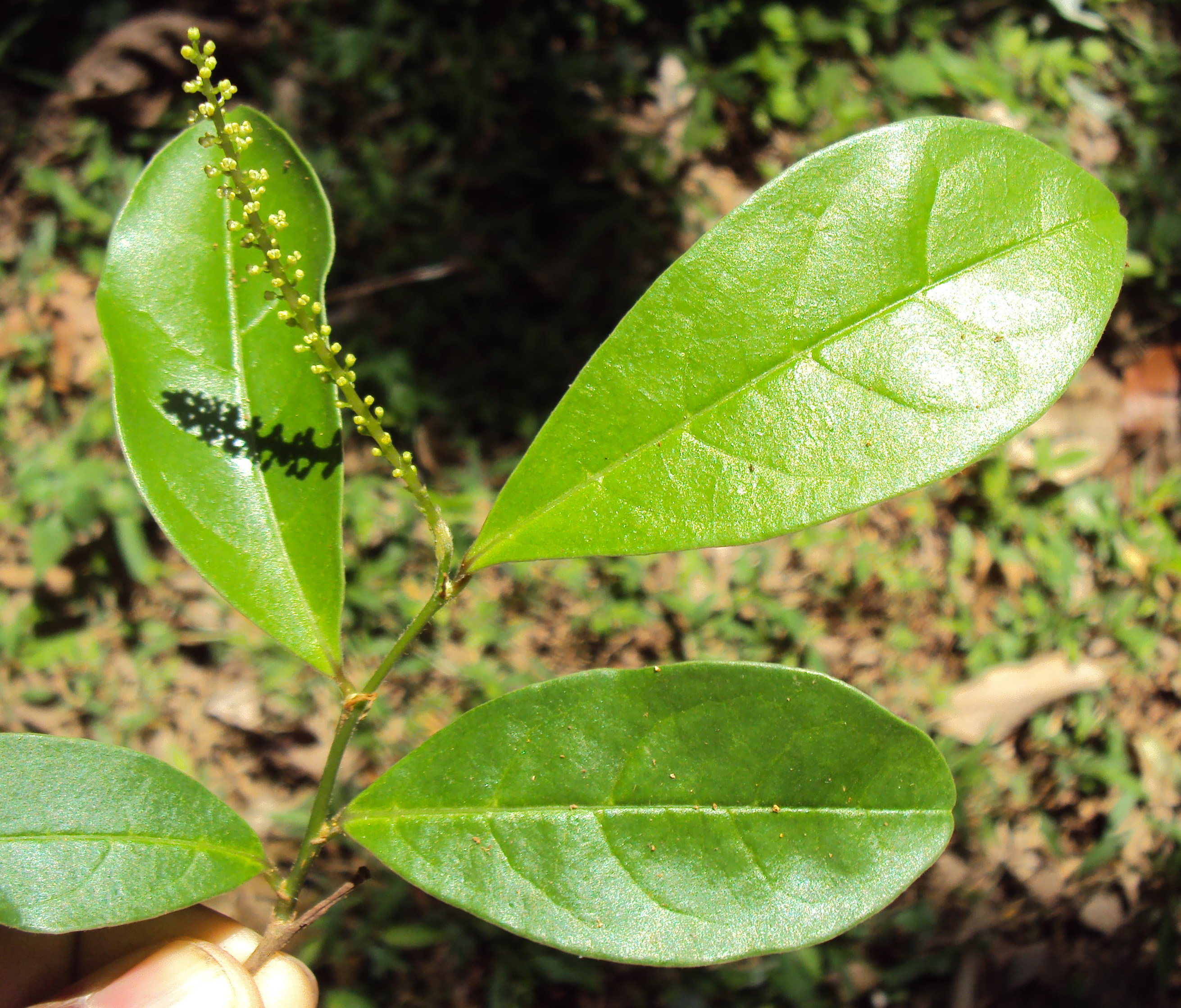
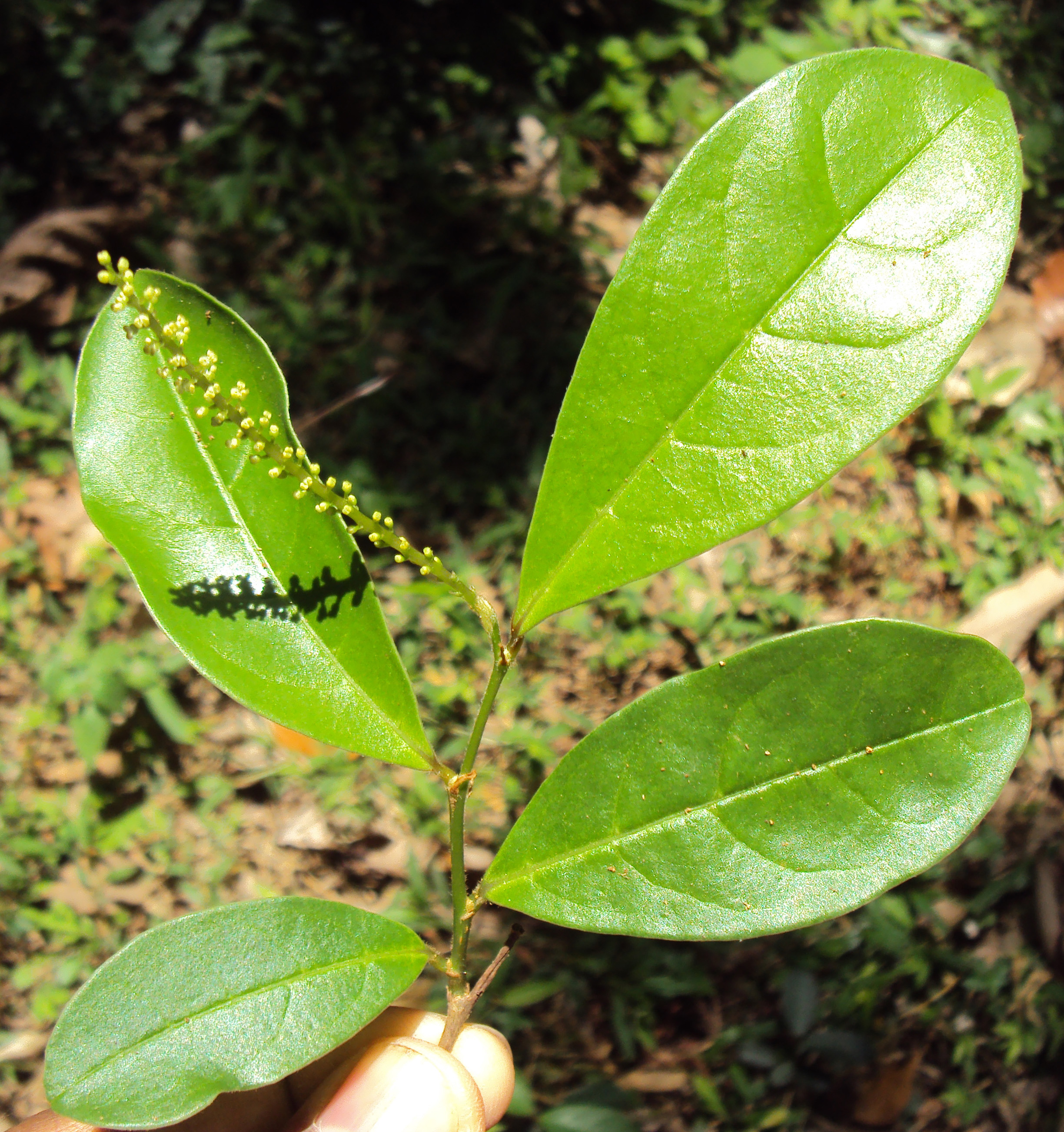